# 鹅绒假瘤蕨
鹅绒假瘤蕨（学名：Phymatopteris chenopus）为水龙骨科假瘤蕨属下的一个种。

## 扩展阅读
- 維基物種上的相關：鹅绒假瘤蕨